# Alessandro Allori

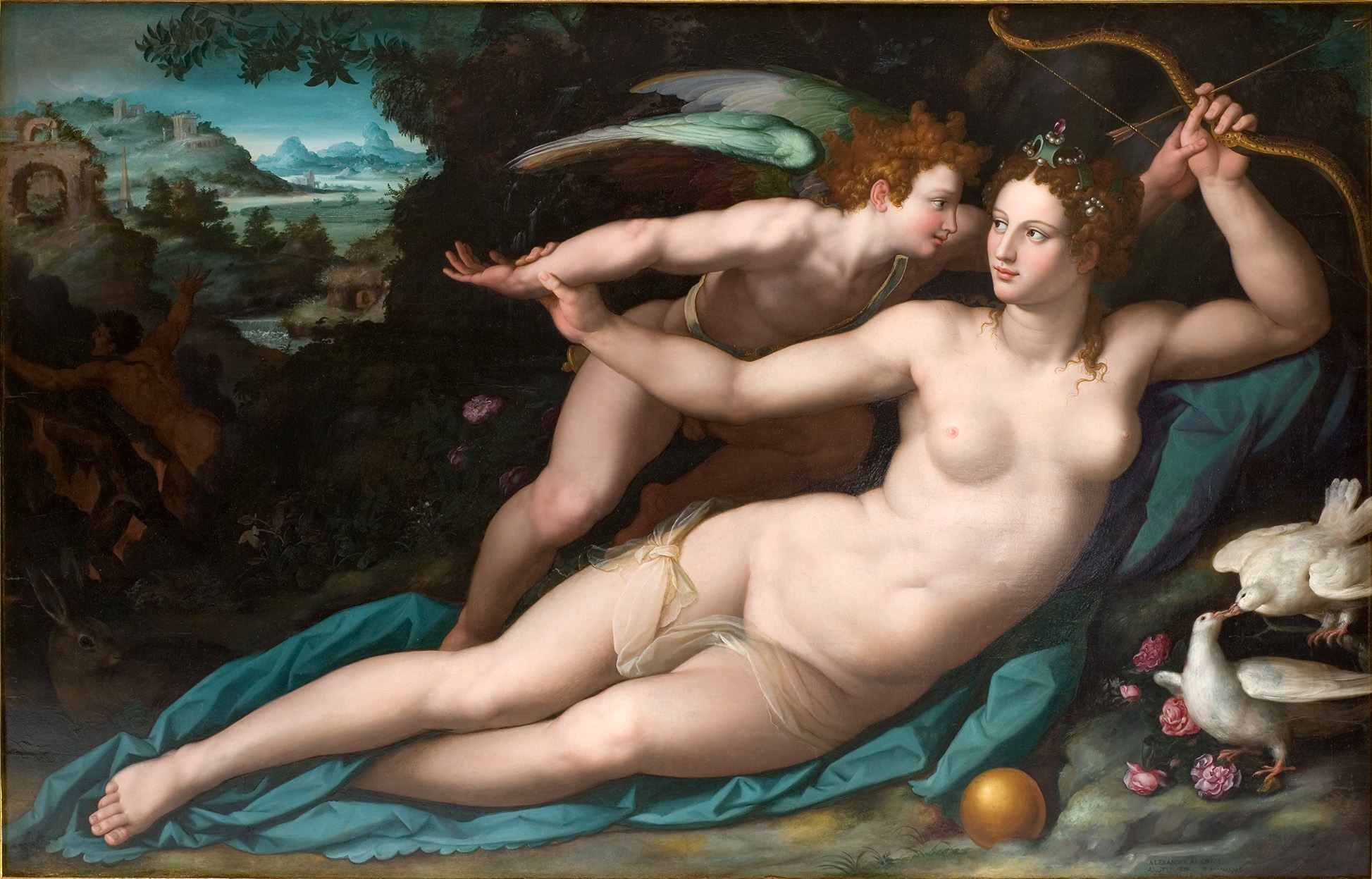
Venus en Cupido, na 1570, Musée Fabre, Montpellier

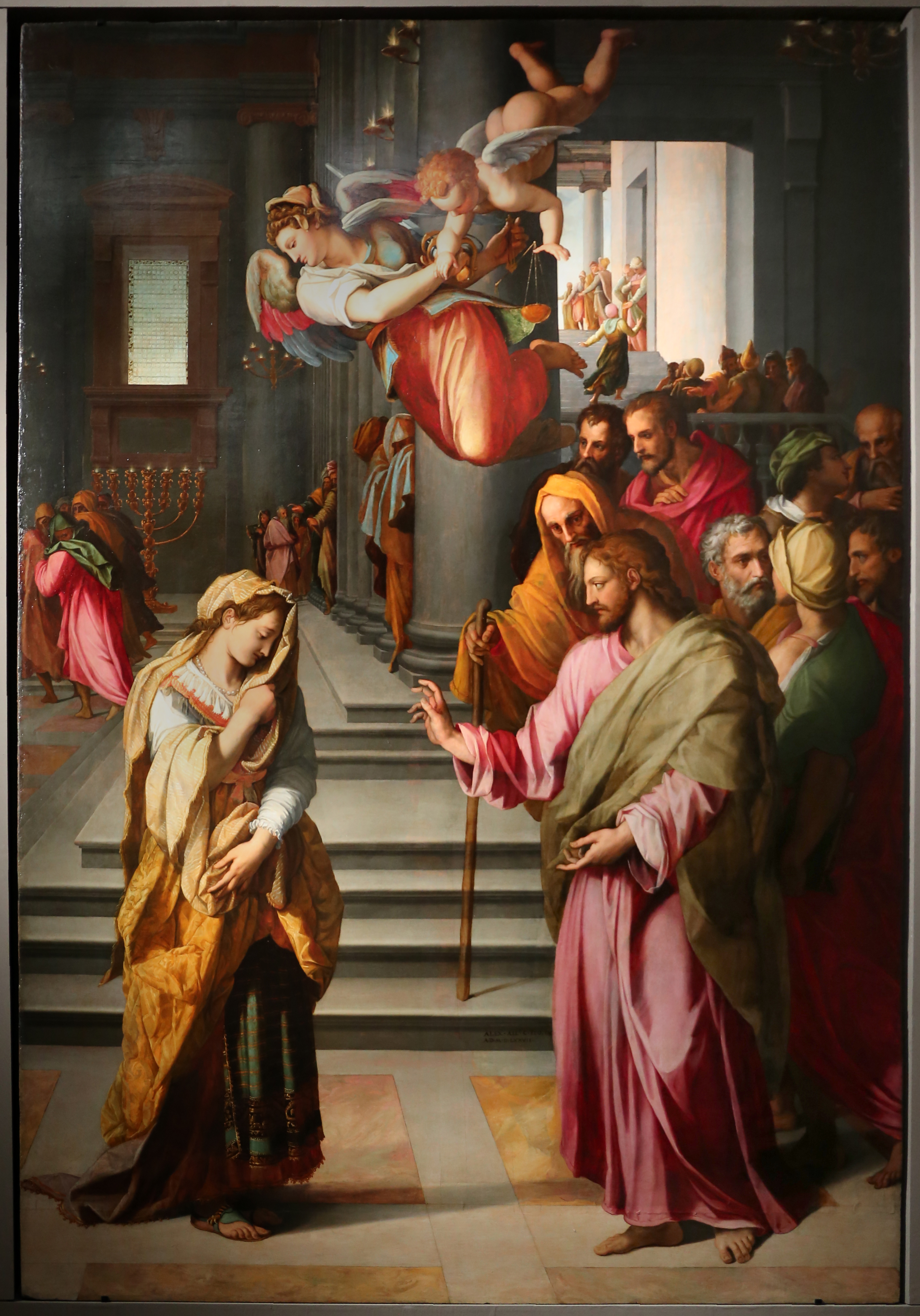
Altaarstuk Christus en de overspelige vrouw, 1577,Santo Spirito, Florence

Alessandro Allori (Florence, 31 mei 1535 — aldaar, 22 september 1607) was een van de meest actieve kunstschilders in Florence aan het einde van de 16e eeuw.

## Leven
Toen Allori vijf jaar oud was, overleed zijn vader, een zwaardmaker (Italiaans: spadaio). Na de dood van zijn vader in 1541 werd Allori opgevangen door een goede vriend van de familie: de maniëristische schilder Agnolo Bronzino die hem in de kunst opleidde. Uit inscripties op zijn werk blijkt dat Allori zichzelf beschouwde als Bronzino's pleegzoon. Zowel Alessandro als diens zoon Cristofano gebruikten in hun volwassen leven soms de naam 'Bronzino'. Allori breidde zijn opleiding uit met een studiereis naar Rome, waar hij tussen 1554 en 1560 verbleef. In deze periode maakte Het werk van Michelangelo diepe indruk op Allori. Daarnaast deed hij anatomisch onderzoek, waaronder dissecties van menselijke lichamen in het ziekenhuis van Santa Maria Nuova.

## Werk
In 1573 werd Allori benoemd tot eerste consul van de Accademia del Disegno in Florence en in 1581 tot hoofd van de Arazzeria Medicea, de staatswerkplaats voor wandtapijten. Hij werkte ook onder leiding van Giorgio Vasari in het team dat de Studiolo van Francesco I de' Medici decoreerde. Hij droeg vier geschilderde panelen bij: Het banket van Cleopatra, De parelvissers (een landschap met figuren die naar parels duiken), en portretten van Cosimo I de' Medici en Eleonora van Toledo, de ouders van Francesco I.
n Florence kreeg Allori belangrijke opdrachten van de Medici-familie, met name van groothertog Francesco I de' Medici. Zijn altaarstukken zijn te vinden in verschillende kerken in de Toscaanse hoofdstad. Van 1578 tot 1582 werkte hij in de Medici Villa di Poggio a Caiano, waar hij het fresco Eerbetoon aan Caesar (Tributo a Cesare) van Andrea del Sarto uit de jaren 1520 voltooide en uitbreidde. Allori paste zijn stijl aan om te harmoniseren met die van del Sarto, die tegen het einde van de zestiende eeuw door Florentijnse kunstenaars werd vereerd. In dezelfde hal breidde Allori ook het fresco De triomf van Cicero (Il trionfo di Cicerone) van Franciabigio uit. Hij kopieerde hiervoor figuren van Sarto's en Franciabigio's fresco's van  in het Chiostro dello Scalzo in Florence.
Rond 1594 ontwierp Allori, in dienst van de Medici's, ook wandtapijten voor de Basiliek van Bergamo.
Op het hoogtepunt van zijn carrière leidde Allori een van de twee belangrijkste werkplaatsen in Florence in de tweede helft van de zestiende eeuw, de andere onder leiding van Santi di Tito.

### Florentijnse school
In zijn werk De levens van de grootste schilders, beeldhouwers en architecten (Le Vite de' più eccellenti pittori, scultori e architettori) zegt Vasari dat de relatie tussen Jacopo Pontormo en zijn leerling Bronzino, evenals tussen Bronzino en Allori, leek op die tussen vaders en zonen; hij beschrijft de drie dan ook als een artistieke dynastie, hoewel er geen letterlijke familiebanden waren. In zeker opzicht is Allori de laatste in de lijn van vooraanstaande Florentijnse schilders, voortkomend uit de Toscaanse artistieke traditie: Andrea del Sarto werkte met Fra Bartolomeo (en Leonardo da Vinci), Pontormo werkte kort met Andrea del Sarto en trainde Bronzino, die op zijn beurt Allori trainde. Latere generaties in de stad zouden sterk beïnvloed worden door de barokstijlen die buiten Toscane elders in Italië opkwamen.

## Werken
Werk van Allori is onder andere te zien in de volgende Florentijnse kerken:
- de Santa Croce
- de Santa Maria Novella
- de San Egidio

In het voormalige Klooster van Astino nabij Bergamo hangt in de refter Allori's Laatste Avondmaal.
Fresco's van Allori zijn te zien in:
- de Uffizi te Florence
- in de Medici villa in Poggio a Caiano

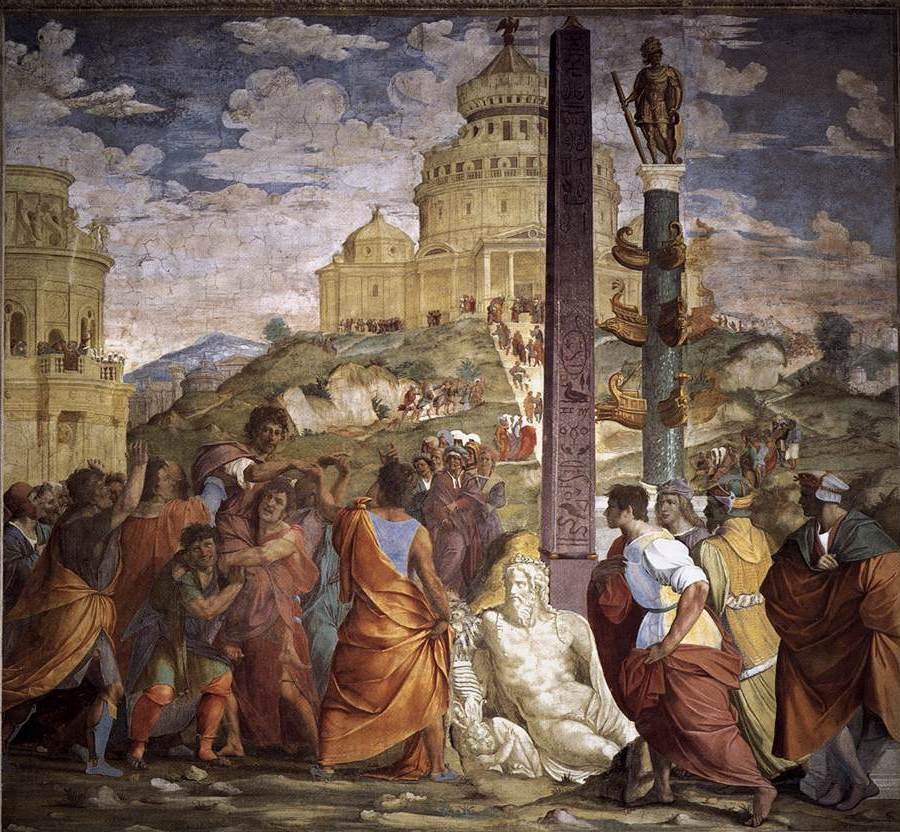
De triomf van Cicero, Villa Medici, Franciabigio en Allori
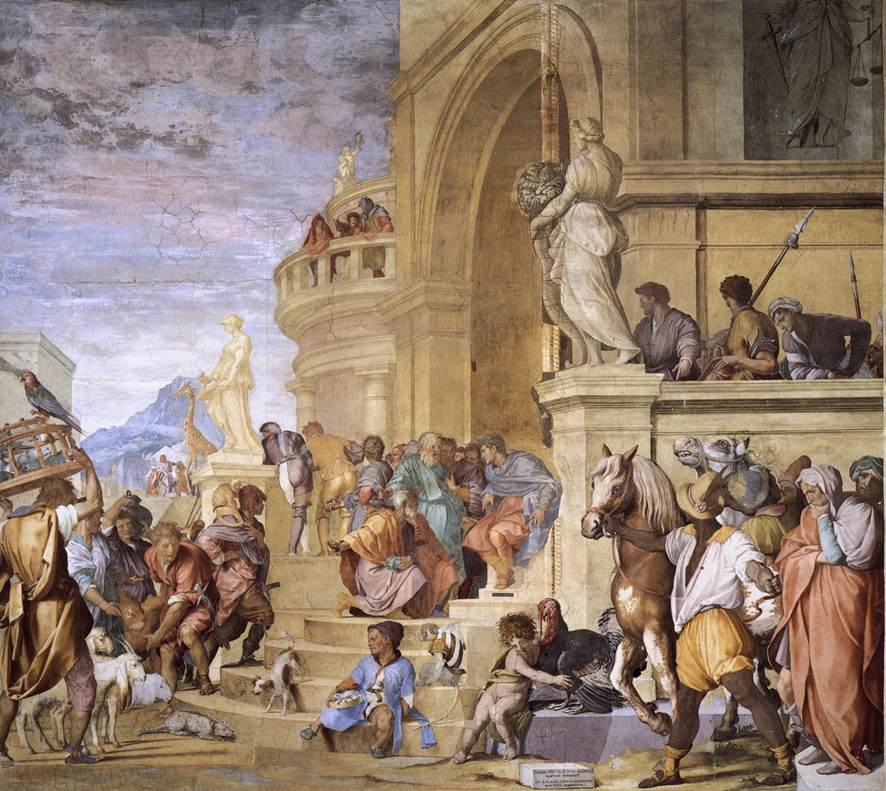
Eerbetoon aan Caesar, Villa Medici, Andrea del Sarto en Allori

- Biblioteca Nacional de España: XX1722595
- Bibliothèque nationale de France: cb122688961 (data)
- Stuttgart Database of Scientific Illustrators 1450–1950: 9350
- Gemeinsame Normdatei: 118644807
- International Standard Name Identifier: 0000 0000 8077 3222
- KulturNav: 33f8d031-4b85-493a-a150-35a34946d053
- Library of Congress Control Number: nr92024249
- Nationale Bibliotheek van Tsjechië: xx0187623
- Nationale Bibliotheek van Israël: 987007460348005171
- Nederlandse Thesaurus van Auteursnamen: 070268622
- Réseau des bibliothèques de Suisse occidentale: 02-A002920584
- RKD-Nederlands Instituut voor Kunstgeschiedenis: 1257
- Istituto Centrale per il Catalogo Unico: RAVV027155
- SNAC: w60941fp
- Système universitaire de documentation: 031481779
- Union List of Artist Names: 500027631
- Virtual International Authority File: 52482834
- WorldCat: E39PBJtmy3tRMPT4B7P66FyDbd